# Forceps
Pour les forceps du perce-oreille, voir Cerque.

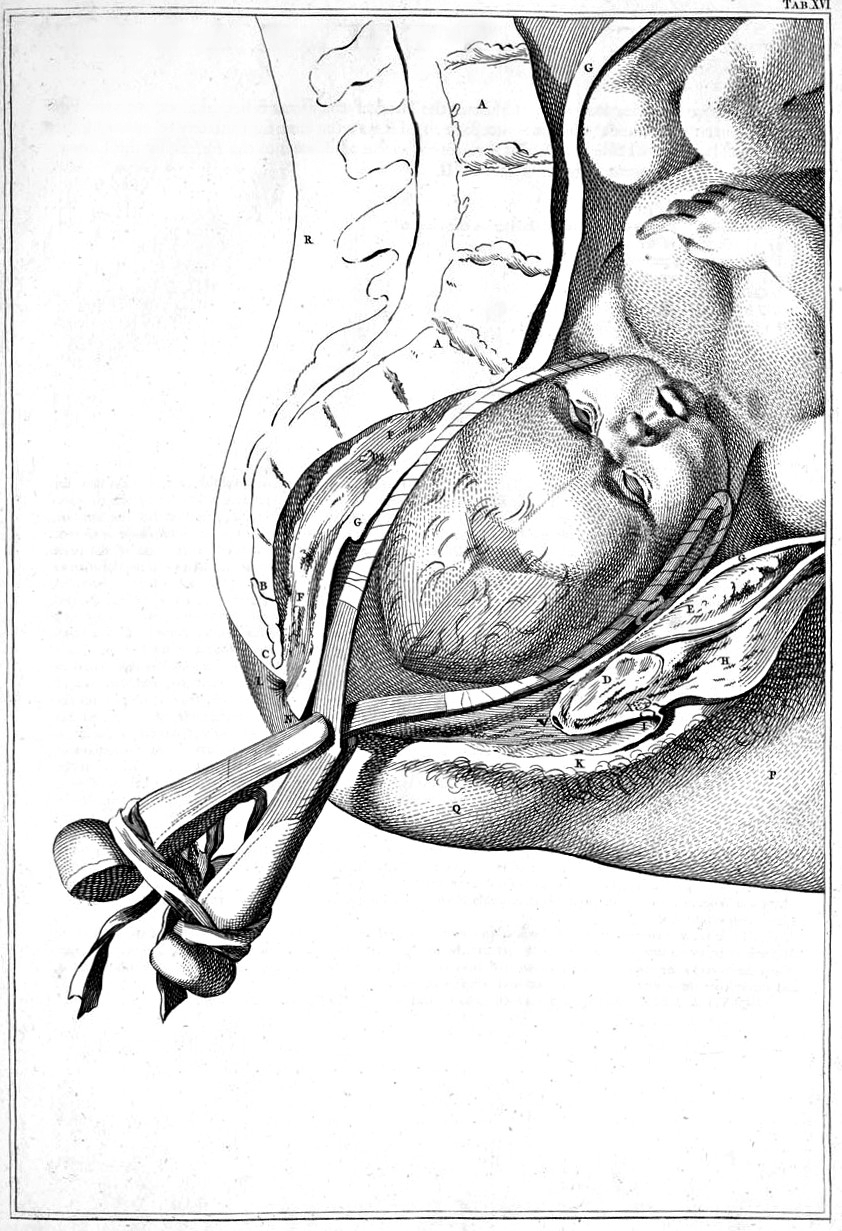
Accouchement au forceps de Smellie, dessin de A Sett of Anatomical Tables with Explanations and an Abridgement of the Practice of Midwifery (1754), par l'obstétricien écossais William Smellie.

Le forceps obstétrical (forceps signifiant « tenaille » en latin) est un instrument d'extraction d'un enfant vivant au cours du travail d'accouchement.
L'instrument s'utilise comme un moyen de préhension de la tête fœtale engagée (pose du forceps), sur lequel, dans un second temps, on exerce une traction orientée pour guider l'extraction du fœtus. La pose et la traction diffèrent selon le type de forceps.
L'utilisation de forceps peut être indiquée lorsque la descente ou le dégagement de la présentation est arrêté ou trop lent par insuffisance contractile, résistance périnéale, etc. ou lorsque l'expulsion spontanée est dangereuse pour la mère (par exemple à cause d’une cardiopathie) ou pour l'enfant à cause d’une souffrance fœtale au cours de l'accouchement.

## Principe
Un forceps obstétrical est une pince ou tenaille constituée de deux branches indépendantes séparables mais pouvant s'articuler par un point d'appui. Chaque branche comporte un manche, une articulation et une cuillère. Sur certains forceps on peut adjoindre un tracteur ou système de traction.
Chaque branche du forceps est introduite séparément : à l'intérieur du vagin d'abord, puis le long du crâne fœtal à l'intérieur de l'utérus, selon une disposition précise qui évite les lésions de la tête et de la face de l'enfant. Les cuillères s'appliquent sur le contour de la tète fœtale, elles sont le plus souvent fenêtrées avec différentes courbures (selon le type de forceps) pour faciliter l'introduction, la pose, et la traction.
Les deux branches sont ensuite solidarisées l'une à l'autre, formant soit un forceps à branches croisées (forceps de Pajot, de Tarnier, de Simpson…), soit un forceps à branches parallèles ou convergentes (forceps de Demelin, de Suzor…). Dans les forceps croisés l'articulation peut se faire par encoche et vis, par enclenchement de deux encoches, par coulissement en rainure… Dans les forceps parallèles, la solidarité des deux branches est réalisée par une tige à pas de vis avec ou sans barre transversale.
On réalise ensuite des tractions régulières, modérées et correctement orientées sur l'instrument, de manière à aider l'enfant dans sa descente et son expulsion des voies génitales.

## Histoire
Dès l'antiquité, et jusqu'au XVIe siècle, de nombreux instruments furent utilisés par les matrones pour terminer l'accouchement au plus vite dans les situations sans issue (affaiblissement extrême de la mère, constat sommaire de la mort de l'enfant dans son ventre…). Le plus souvent, il s'agissait d'objets immédiatement disponibles comme les crochets de levage ou de suspension (crochet de pelle à feu, de lampe à huile, de balance romaine…).
Ces interventions par instruments de fortune s'accompagnaient de gros dégâts : infections, déchirures utérines, délabrement d'un enfant encore vivant. Au XVIIe siècle, l'avènement du chirurgien-accoucheur incite à l'abandon de ces crochets, remplacés par de nouveaux instruments spécifiques ayant le label de « l'art chirurgical » : tire-tête à trois branches, pinces à dents, crochets-mousses ou crochet-faucille, tracteurs…
Selon Gélis, cette nouvelle panoplie ne donnait guère plus de chances aux accouchées, mais elle justifiait la prétention de tout patricien à se faire accoucheur. En effet, la mise au point d'un nouvel instrument était un moyen sûr d'accéder à la notoriété, ou pour en faire un secret de famille établissant des dynasties d'accoucheurs, tout en interdisant aux matrones de s'en servir. L'accouchement s'éloigne de la convivialité féminine, les accoucheuses sont alors dénigrées et reléguées à la barbarie de leurs crochets.

### Le forceps des Chamberlen

#### Secret de famille
Le véritable forceps obstétrical permettant d'obtenir, en cours d'accouchement, l'extraction d'un enfant vivant, fut inventé dans une famille de chirurgiens, les frères Chamberlen, huguenots français d'origine normande (de Tancarville), mais exerçant à Paris, ayant émigré en Angleterre en 1569 pour fuir les guerres de religion.

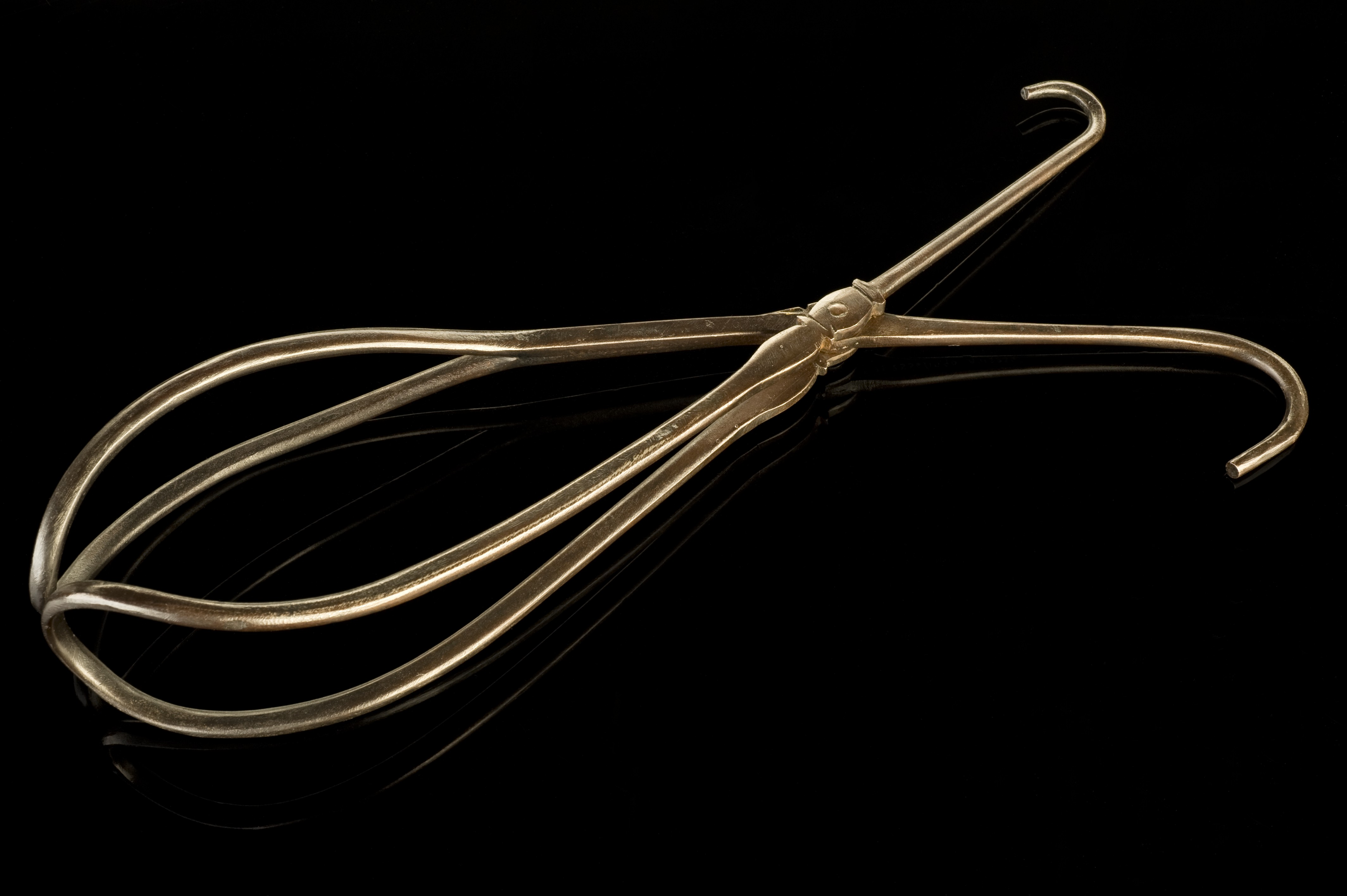
Forceps type Chamberlen, période 1680-1750.

Le père Guillaume et ses deux fils, tous deux prénommés Pierre (anglicisé ensuite en Peter) — devenus aussi chirurgiens accoucheurs — exercèrent d'abord à Southampton puis s'installèrent à Londres. L'inventeur fut probablement Pierre l'aîné qui devint chirurgien et accoucheur de la reine Henriette, épouse de Charles Ier roi d'Angleterre et fille de Henri IV de France. À la Cour lui succéda ensuite son neveu, Peter III dit Doctor Peter, car le premier de la dynastie à obtenir le titre envié de docteur en médecine (les chirurgiens-barbiers accoucheurs n'étaient pas médecins),.
Les succès de cette dynastie d'accoucheurs, d'origine étrangère, dans la famille royale et les milieux princiers, étaient liés en partie à l'utilisation d'un instrument secret qui permettait de dégager des enfants vivants de situations difficiles. L'instrument était toujours transporté dans un coffret fermé, l'accouchée avait les yeux bandés, et l'accouchement se déroulait derrière des couvertures avec la seule présence des Chamberlen.
Le secret de l'instrument métallique fut ainsi gardé pendant près d'un siècle, bien que la présence de cet instrument fût attestée dès 1634.

#### Révélation publique

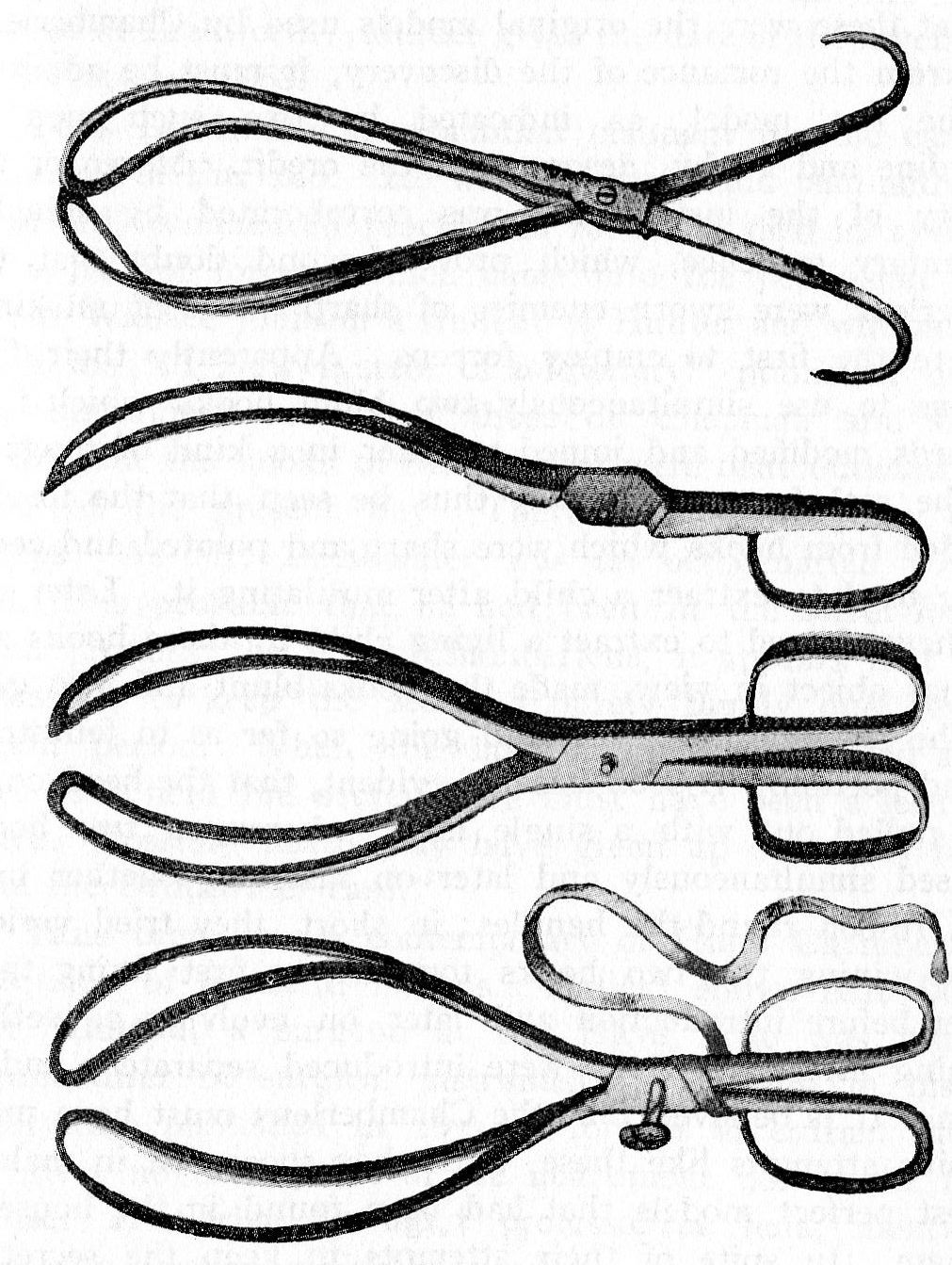
Les forceps des Chamberlen, retrouvés en 1813.

Hugh Chamberlen, petit neveu de Peter aîné, tenta de vendre l'instrument à Paris, en 1670, mais la démonstration qu'il en fit devant François Mauriceau, accoucheur responsable de la maternité de l'Hôtel-Dieu de Paris, fut un échec retentissant, se soldant par la mort de l'enfant et de la mère.
Le secret en aurait été vendu par ce même Hugh à un accoucheur hollandais, au tout début du XVIIIe siècle, qui lui-même le céda au Collegium Medico-pharmaceuticum d'Amsterdam. Il existe des doutes sur l'authenticité de ce qui fut alors réellement fourni aux acheteurs et de la vente elle-même : en effet, une première publication en 1753, décrit l'instrument comme formé d'une seule branche, on ne sait si l'escroquerie est de Hugh Chamberlen lui-même ou des accoucheurs hollandais.
En 1813, dans les combles de la maison occupée, les dernières années de sa vie, par Hugues Chamberlen, à Maldon dans lʼEssex, on trouva dans une malle quatre paires de forceps très anciens. La nouveauté essentielle à cette époque reposait sur l'idée d'avoir séparé les deux branches d'une pince à sucre, permettant ainsi leur mise en place l'une après l'autre dans le bassin maternel.
Chaque branche était une cuiller de grande dimension, fenêtrée, avec une courbure céphalique pour s'adapter à la tête fœtale. Les deux branches s'articulaient entre elles en restant droites par leur direction. Le forceps des Chamberlen était donc un forceps droit.

### Évolution du forceps
En trois siècles, plus de 700 types de forceps ont été décrits. Ces forceps varient selon leur matière (bois, fer, acier), le type et la longueur des manches, les courbures de branches, la forme et les dimensions des cuillères, le type et la position de l'articulation, et l'adjonction éventuelle de suppléments comme un système de traction.

#### XVIIIesiècle

##### «Mains de fer»

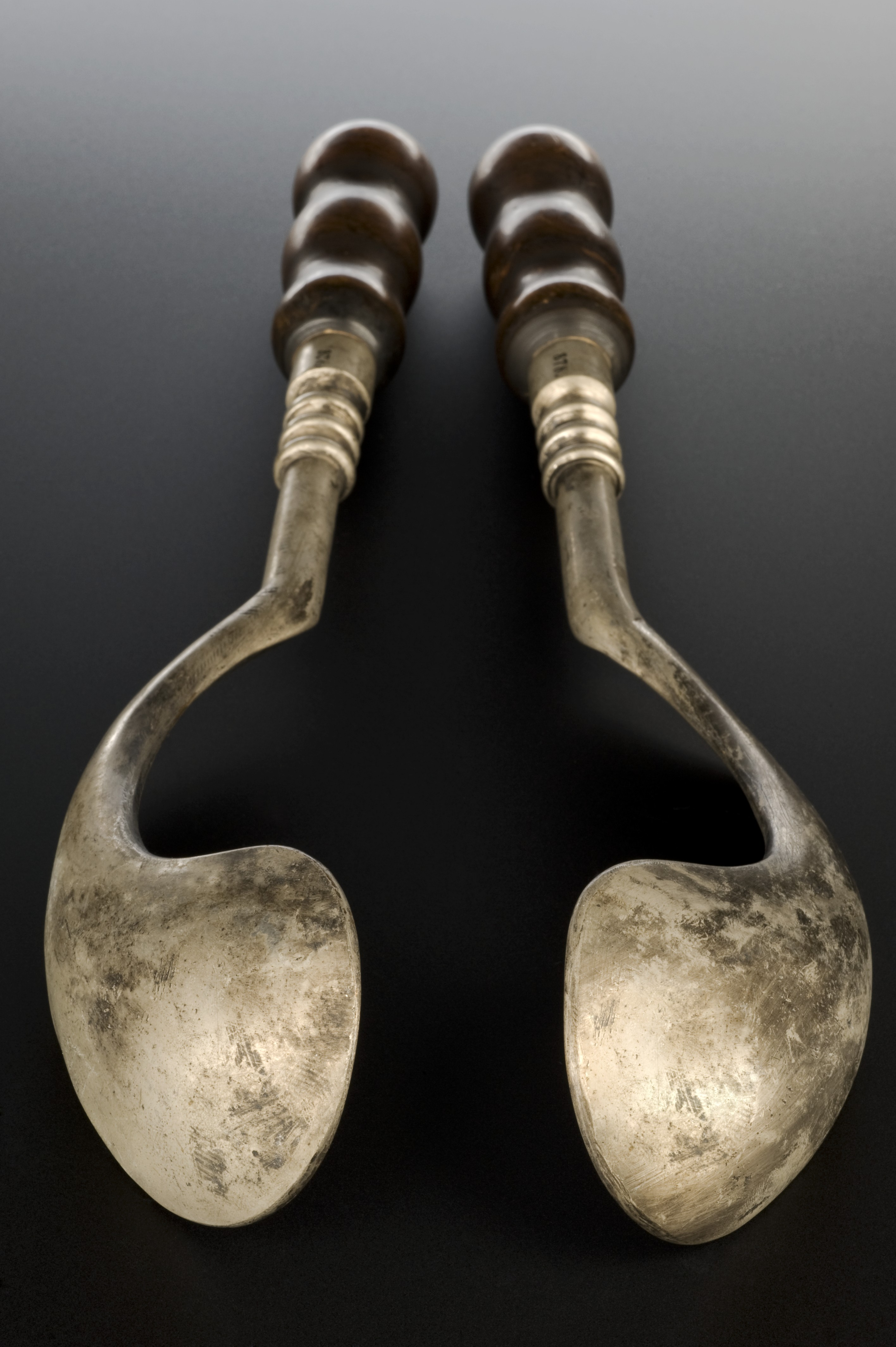
Les « mains de fer », de Jan Palfijn.

Durant la période « secrète » du forceps des Chamberlen, d'autres instruments du même genre apparaissent peu à peu en Europe du nord au début du XVIIIe siècle. Entre autres, celui de Jean Palfyn ou Jan Palfijn (1650-1730), chirurgien de Gand, qui aurait fait le voyage à pied, à l'âge de 71 ans, pour présenter son modèle devant l'académie des Sciences de Paris en 1721.
Cet instrument dit « mains de fer » était formé de deux cuillers indépendantes et parallèles, non fenêtrées. Elles pouvaient être utilisées séparément ou jointes au moyen d'un ruban, d'un crochet mobile ou d'une virole. Sa démonstration n'eut aucun succès, subissant les critiques du chirurgien Guillaume de La Motte (1655-1737), mais l'instrument est resté utilisé jusqu'en 1753,.
Ces mains de fer, utilisées dans la première moitié du XVIIIe siècle, étaient plus minces que les mains de l'accoucheur, avec un accès plus facile à la tête de l'enfant pour le tirer progressivement. Cependant, les accoucheurs d'alors ne connaissent que des forceps courts et droits, insuffisants pour accéder à une tête élevée (en situation profonde dans le pelvis maternel) ou à s'adapter à toute la circonférence de la tête. Des manœuvres mal conduites pouvaient entrainer des déchirures du périnée de l'accouchée.

##### Forceps moderne

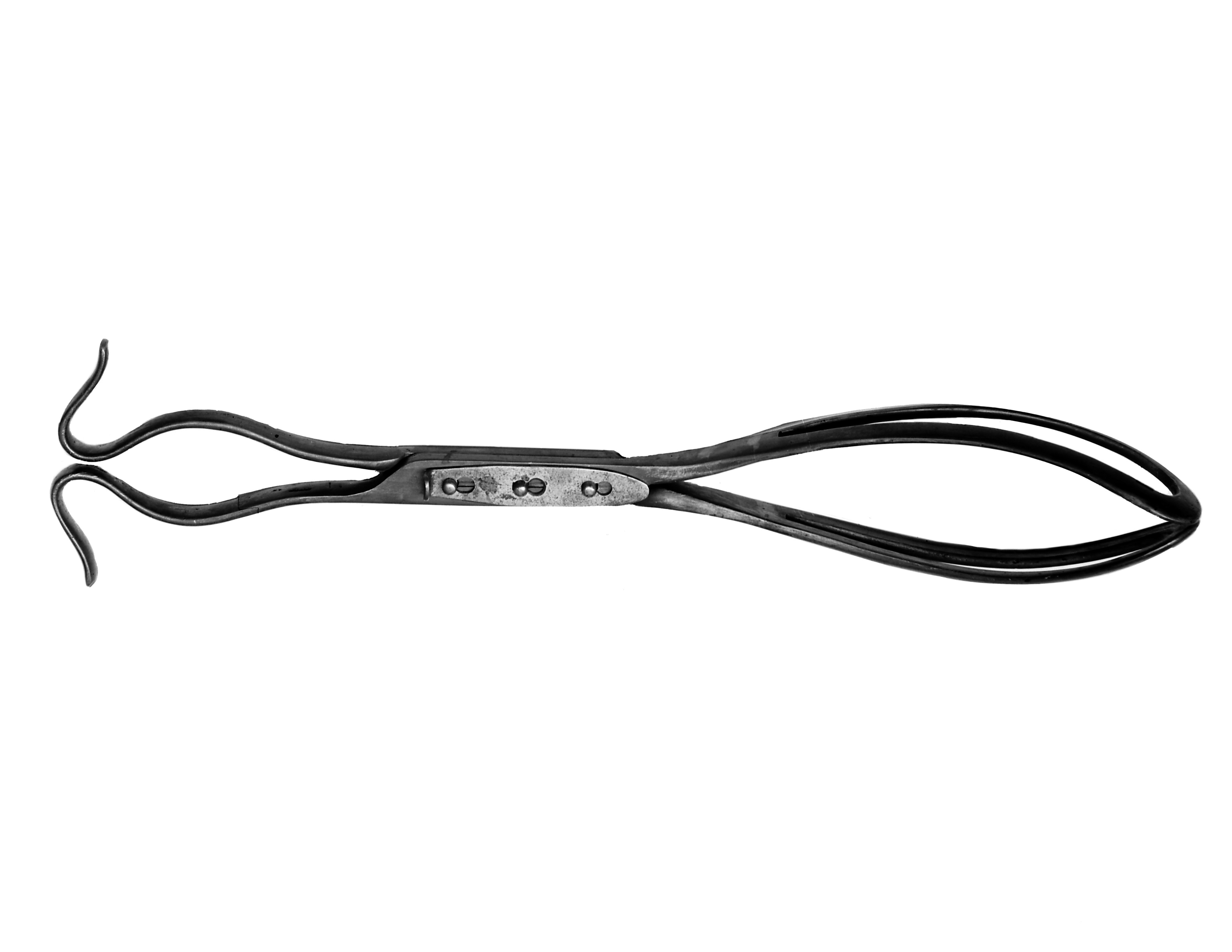
Le forceps de Levret no 1 de 1747, ou long forceps à branches courbes.

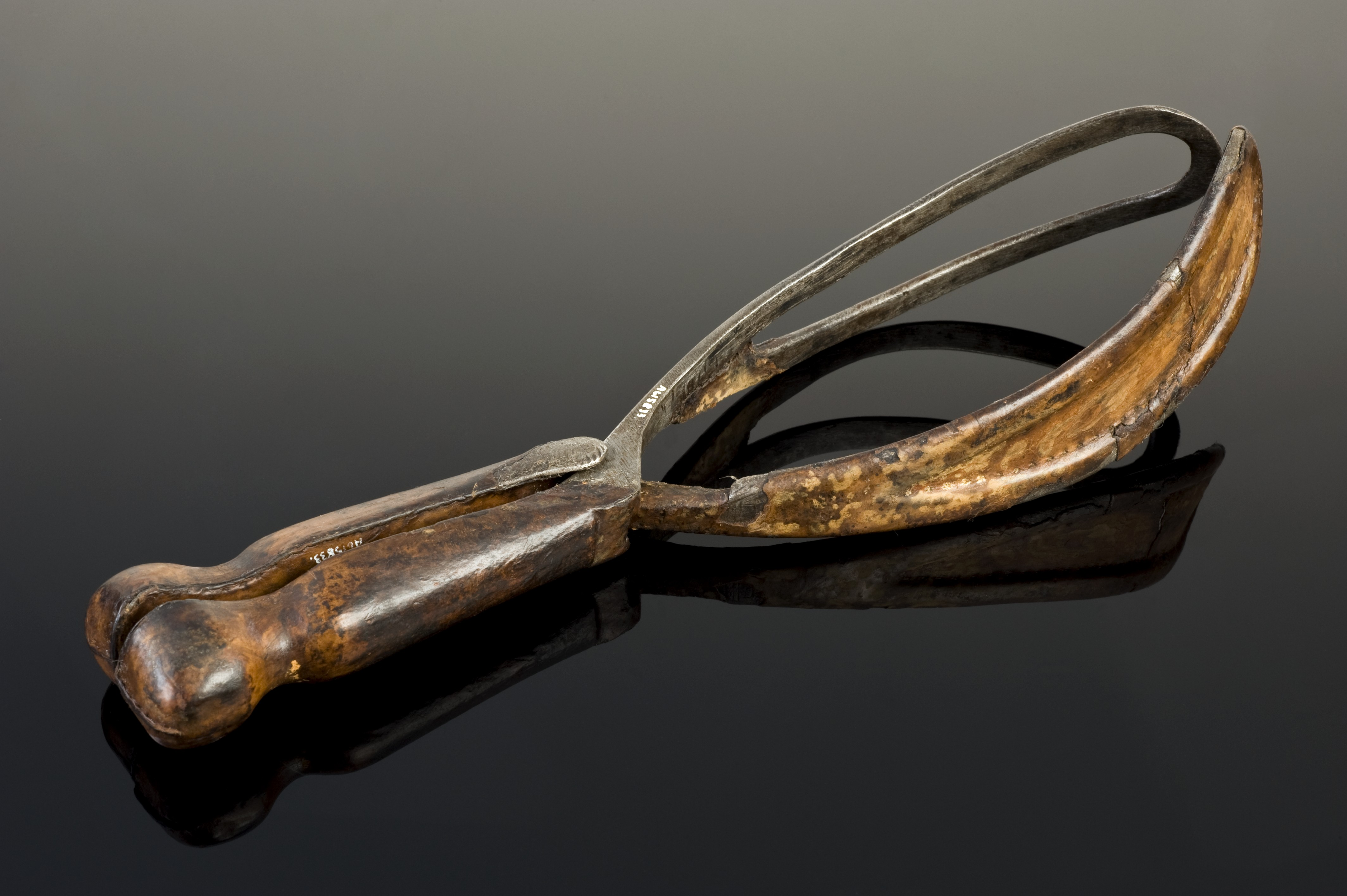
Forceps de Smellie, ou forceps court, recouvert de cuir (1740-1760).

C'est le français André Levret (1703-1780), en 1747 (dans Observations sur les causes et accidents de plusieurs accouchements laborieux), repris ensuite par l'Anglais William Smellie en 1751 (dans A Treatise on the theory and practice of midwifery), qui apporta au forceps son amélioration essentielle, la courbure pelvienne, qui permettait à l'instrument de suivre la courbure du bassin.
Levret et Smellie ont inventé indépendamment l'un de l'autre, et presque simultanément, les prototypes du forceps moderne (à deux branches courbes), qui diffèrent toutefois par leur dimension (le « long forceps français » et le « court forceps anglais ») et leur mode d'articulation : French lock (pivot unique avec entablure) et English lock (en deux encoches profondes),.
Le forceps de Smellie était aussi recouvert de cuir lubrifié à la graisse de porc, à la fois pour faciliter l'insertion sans que l'accouchée ressente la froideur du métal, et pour qu'elle n'entende pas le cliquetis métallique lors de la réunion des branches,.
À la fin du XVIIIe siècle, le forceps amélioré (courbure pelvienne) est devenu, du moins en France, l'instrument vedette de l'obstétrique quotidienne, autorisant une préhension sur une tête encore haute dans l'excavation pelvienne maternelle, c'est-à-dire dans les cas les plus difficiles et les plus fréquents.
Il existe néanmoins de grandes différences culturelles selon les pays. Si la France et l'Allemagne sont « instrumentalistes » dans la pratique des accouchements, l'Angleterre, la Hollande et l'Autriche le sont beaucoup moins.
Ainsi, l'obstétricien anglais William Hunter (1718-1783), médecin de la reine Charlotte, est d'abord collaborateur de Smellie en anatomie mais il finit par s'opposer à lui en obstétrique. Hunter rejette le forceps qui, selon lui « s'il sauve un enfant en tue vingt ». Il se vantait d'avoir des forceps rouillés pour montrer qu'il ne s'en servait jamais.
Quant aux « instrumentalistes » de tous pays, ils sont eux-mêmes divisés en partisans du forceps (jugé plus efficace) et en partisans du levier ou de la spatule (jugée plus simple et moins dangereuse).

#### XIXesiècle

##### En Allemagne et en Autriche
À la fin du XVIIIe siècle et au début du XIXe siècle, les obstétriciens allemands et autrichiens s'opposent totalement sur la question des forceps. En Allemagne, le forceps de Levret est introduit par Georg Wilhelm Stein (de) (1737-1803) surnommé le « Levret du Nord » car il appliquait le forceps selon les indications et la technique de Levret.
Un élève de Stein, Friedrich Benjamin Osiander (1759-1822) de Göttingen allonge le forceps de Levret en remplaçant les cuillères fenêtrées par des cuillères pleines, ce qui le rendait analogue aux « mains de fer » de Palfijn. Partisan acharné du forceps, Osiander l'utilise au moindre retard et à la moindre difficulté, soit 1 016 fois sur 2 540 accouchements (40 % des cas) effectués de 1792 à 1823, en proclamant aucun incident dans une série continue de 175 applications,.
À l'interventionnisme allemand s'oppose l'attentisme autrichien de Johann Boër (de) (1751-1835) de Vienne qui préfère faire confiance à la nature, n'utilisant le forceps que 21 fois sur 4 456 accouchements (moins de 0,5 % des cas).

##### En Italie

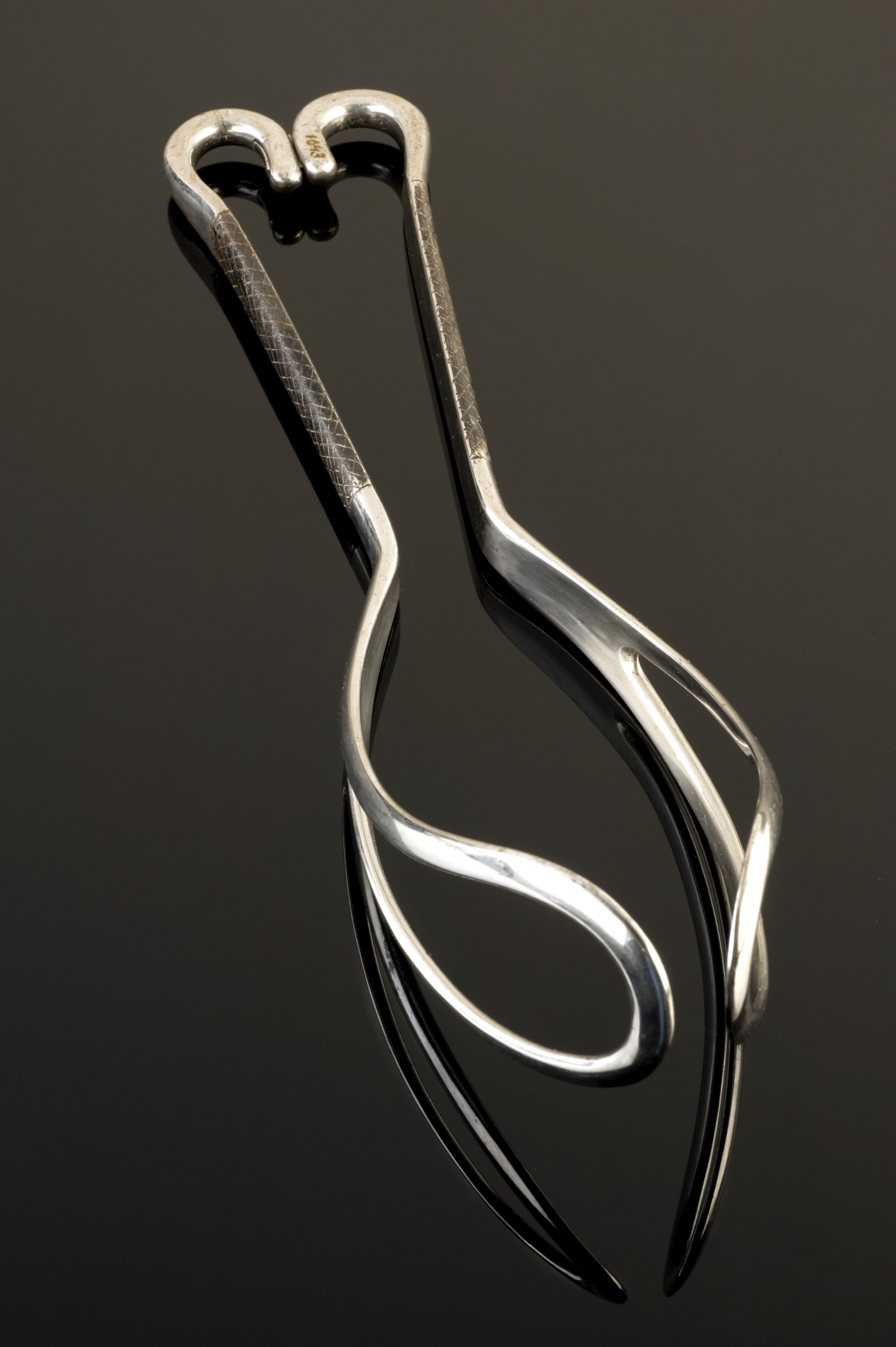
Forceps type Assalini.

En 1811, Paolo Assalini (it) (1759-1840) crée un type de forceps à branches parallèles (non croisées), rapidement adopté et utilisé en Europe jusque dans les années 1930,.
En 1844, le médecin italien Domenico Tarsitani (1817-1873) crée le forceps Tarsitani, à branches articulées par un pivot, mais ne se croisant pas. Il reste utilisé en Amérique latine jusqu'au XXe siècle.
Les modèles de ce type sont dits « forceps italien » comme celui d'Emilio Alfieri (it) (1874-1949).

##### En France
Au début du XIXe siècle, le maître accoucheur en France est Jean Louis Baudelocque (1745-1810), et après sa mort c'est le chirurgien Antoine Dubois (1756-1837) qui est choisi pour accoucher l'Impératrice Marie-Louise (1791-1847) du futur Roi de Rome en 1811. Un accouchement difficile, car il s'agissait d'une présentation par le siège chez une primipare. Dubois pratiqua avec succès une application de forceps sur tête dernière, recevant à cette occasion le titre de Baron d'Empire.

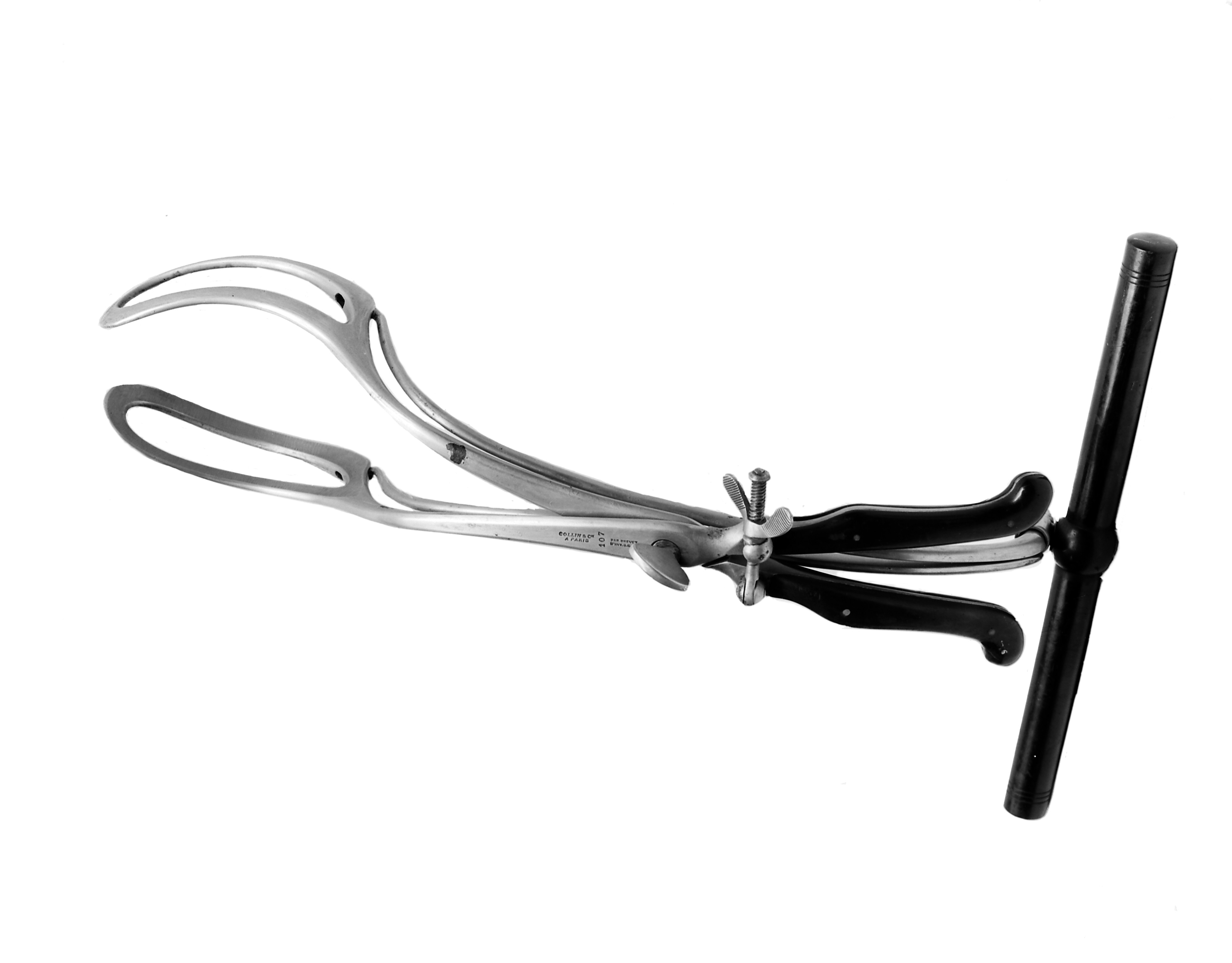
Forceps de Tarnier.

En France, l'amélioration la plus notable fut l'adjonction en 1877 par le Français Stéphane Tarnier (1828-1897), dans sa Description de deux nouveaux forceps, d'un système de traction désaxé de l'instrument ou « troisième courbure du forceps ». Ce système ingénieux permet d'exercer les tractions dans l'axe de l'excavation pelvienne maternelle, en laissant une liberté spontanée à la tête fœtale, ce qui n'avait jamais été possible auparavant.
L'innovation de Tarnier a été de séparer mécaniquement la saisie de la tête fœtale (entre les cuillères du forceps) de la force de traction par un système de 3 articulations mobiles, inspiré de la traction des pièces d'artillerie : une tige horizontale articulée avec une tige verticale intermédiaire, elle-même articulée avec le centre d’un palonnier sur lequel s’effectue la traction des deux mains. Le forceps Tarnier (et ses multiples dérivés) fut le système le plus utilisé dans le monde francophone sur plus d'un siècle.
Le forceps Tarnier est un forceps long à branches croisées avec tracteur, mais il en existe beaucoup d'autres à branches croisées ou pas, avec ou sans tracteur, comme le forceps de Pajot (1816-1896) court à branches croisées et sans tracteur, le forceps de Demelin (Lucien Alfred Demelin, 1861-1948) à branches convergentes avec différentes longueurs de manche.

##### En Angleterre

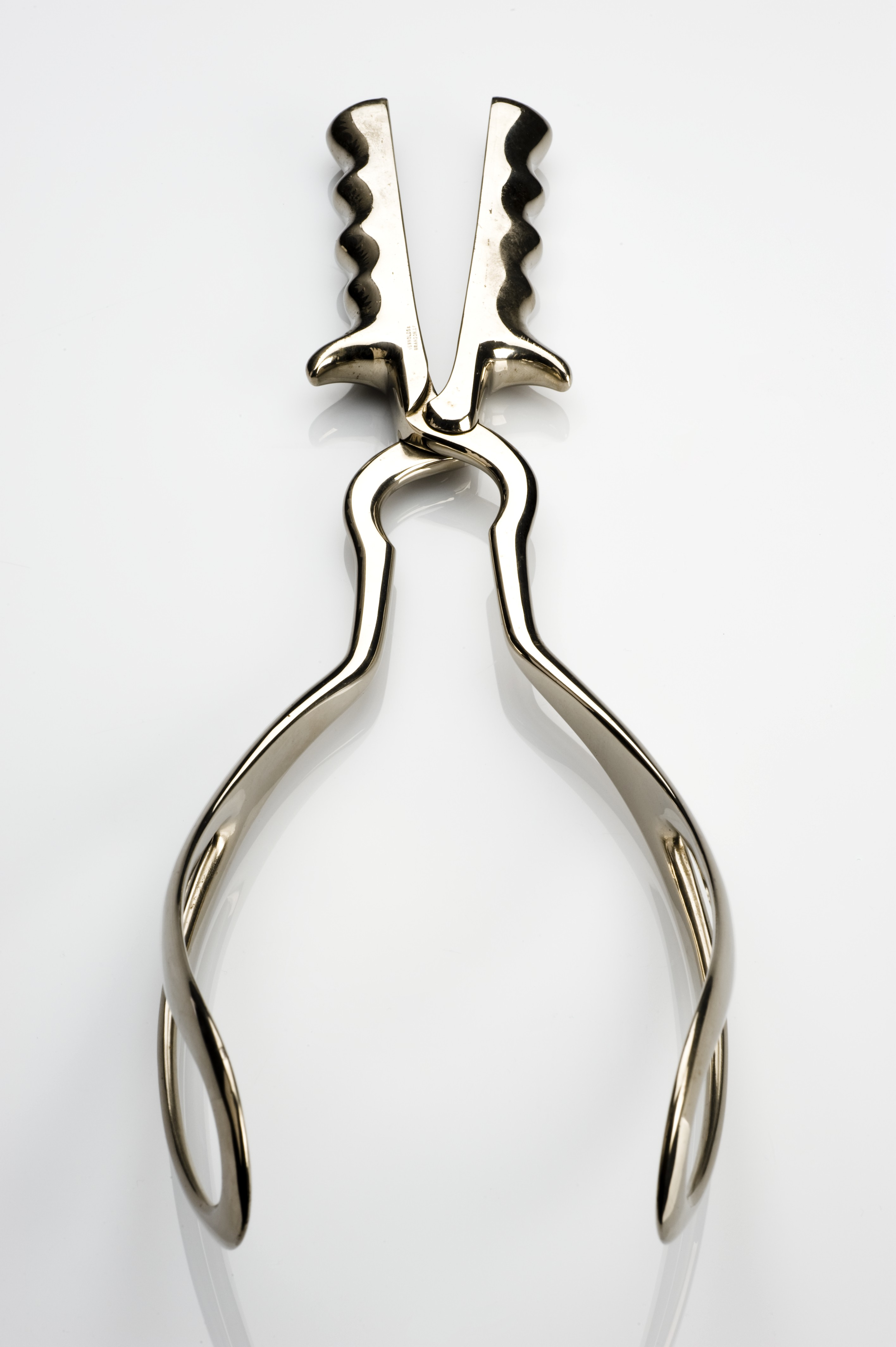
Forceps type Anderson.

Au début du XIXe siècle, la pratique des forceps est rediscutée après la tragédie de la princesse Charlotte de Galles (1796-1817), fille du roi George IV (1762-1830), âgée de 21 ans qui meurt d'hémorragie de la délivrance, le 6 novembre 1817, avec un enfant mort-né, laissant le roi sans descendance directe (la succession passant à sa nièce, la future reine Victoria),.
Le travail avait duré 50 heures et le fait que les forceps aient été préparés, mais non utilisés, a fait l'objet de fortes critiques. L'obstétricien responsable Richard Croft (1762-1818) se suicida quatre mois plus tard de deux coups de pistolet simultanés, un dans chaque tempe,.
Les accoucheurs anglais, plutôt réticents aux forceps, notamment les forceps longs, les acceptent alors plus largement. Différents modèles sont mis au point, dont les forceps de Simpson (à branches parallèles), de Barnes (Robert Barnes (médecin) (en)), et de C.L Anderson (1843-1900).

#### XXesiècle
Au cours du XXe siècle, la césarienne devient plus sûre et plus fréquente, et le bien-être fœtal prépondérant, ce qui réduit l'importance du forceps dans les situations « tête haute » où il fallait intervenir en profondeur. Ces manœuvres historiques se font de plus en plus rares.
En 1916, un nouveau forceps à branches croisées et articulation mobile (pivot à glissière) est inventé en Norvège, c'est le forceps de Kielland (Christian Kielland (en)) qui permet une rotation de la tête fœtale avant la traction dans des cas de malposition. En Norvège même, son utilisation ne sera accepté qu'après la mort de l'obstétricien dominant du pays en 1932 qui, lui, s'en tenait au forceps de Simpson.

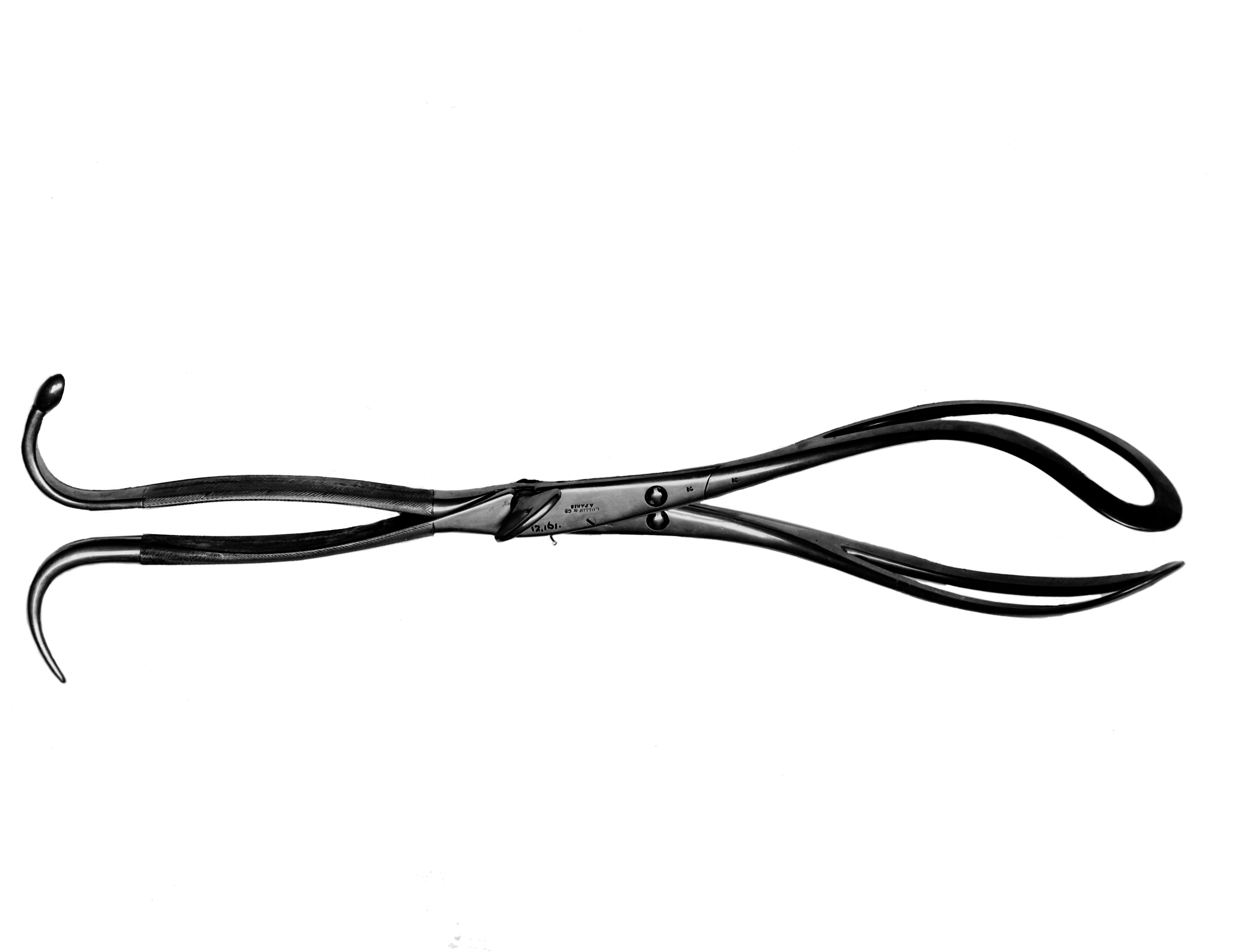
Forceps de Pajot (1839), un petit forceps croisé toujours utilisé en France, surtout dans les extractions en cours de césarienne.

Dans les pays anglo-saxons, le forceps de Kielland est rapidement adopté et largement utilisé. D'autre part, des forceps courts, modifiés pour mieux protéger la tête fœtale apparaissent comme le forceps de Simpson modifié ou le forceps de Wrigley en 1935 (Arthur Joseph Wrigley (en)).
En France, les forceps les plus utilisés sont ceux de Tarnier, de Pajot et de Demelin, dont le forceps de Suzor (René Achille Suzor, 1939) dérivé du Demelin no 8. Son articulation à vis mobile limite les risques de dérapage lors de l'extraction.
À la fin du XXe siècle, la part du forceps dans les accouchements instrumentaux se stabilise ou diminue, en partie à cause d'une préférence pour la césarienne, ou pour l'utilisation de ventouse obstétricale. Dans les pays anglo-saxons un débat s'engage, dans la communauté médicale comme dans le grand public, sur l'utilisation des forceps : des auteurs suggèrent de les abandonner à cause de leur morbidité (source de nombreux procès en responsabilité médicale), d'autres souhaitent un retour des forceps pour limiter la part croissante des césariennes en tablant sur de meilleures indications et la formation d'obstétriciens dûment entrainés pour les utiliser,,.
De plus en plus, le point de vue des femmes est pris en considération, après information sur les avantages et les inconvénients des techniques utilisées. Aussi le taux d'utilisation des forceps et le type de forceps, varient beaucoup selon les pays, et selon des habitudes loco-régionales à l'intérieur de chaque pays,.

### Place des forceps dans l'histoire de l'obstétrique
La place du forceps est considérable dans l'histoire de l'obstétrique, mais cette histoire diffère selon qu'elle faite par des obstétriciens retraçant l'histoire de leur discipline ou par des historiens et historiennes qui se sont emparés du thème de la naissance comme nouveau champ d'études,.

#### Histoire médico-chirurgicale

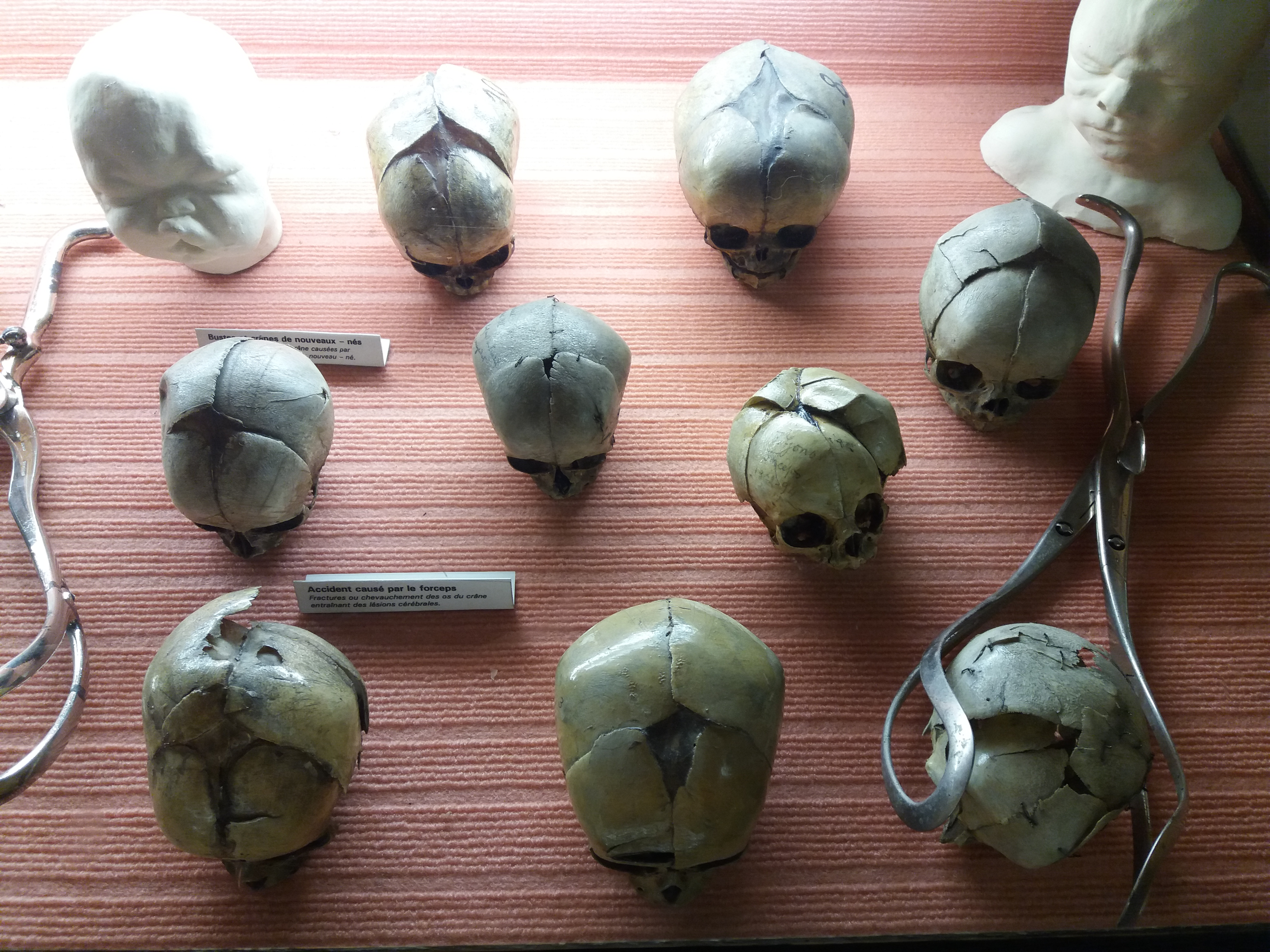
Crânes de nouveau-nés traumatisés par des forceps, Musée Testut-Latarjet de Rillieux-la-Pape (métropole de Lyon).

La première histoire est celle des grands accoucheurs souvent présentés comme des « sauveurs ». L'histoire des forceps est une histoire linéaire, où le forceps des Chamberlen du XVIIe siècle, modifié par Levret puis Smellie au XVIIIe siècle, connait des améliorations successives jusqu'au XXe siècle. Le forceps devient outil miracle, emblématique des accoucheurs.
Conjointement, l'évolution historique de l'utilisation des forceps est aussi un progrès continu, corrigeant les erreurs du début : les tentatives d'application dans des mauvais cas aboutissant le plus souvent au décès de l'enfant et parfois de la mère ou à des mutilations de celle-ci, la tendance à l'utiliser dans tous les cas de difficultés d'accouchement, les résultats inacceptables des mains de praticiens insuffisamment expérimentés ou malhabiles.
Ainsi, les « fers » acquirent progressivement une réputation terrifiante auprès du public et des femmes enceintes plus particulièrement. Seuls les cas dramatiques étaient colportés de bouche à oreille et de chaumière en chaumière, les succès de l'instrument, heureusement beaucoup plus nombreux, restant confinés aux Sociétés savantes[réf. souhaitée].

#### Histoire sociale et culturelle
La seconde histoire, celle de l'histoire socio-culturelle et des mentalités, fait du forceps l'emblème de la médicalisation masculine de la naissance. C'est par le forceps que l'accoucheur homme se distingue de la pratique des matrones et des sages-femmes, en faisant des hôpitaux une nouvelle institution des naissances vivantes,.

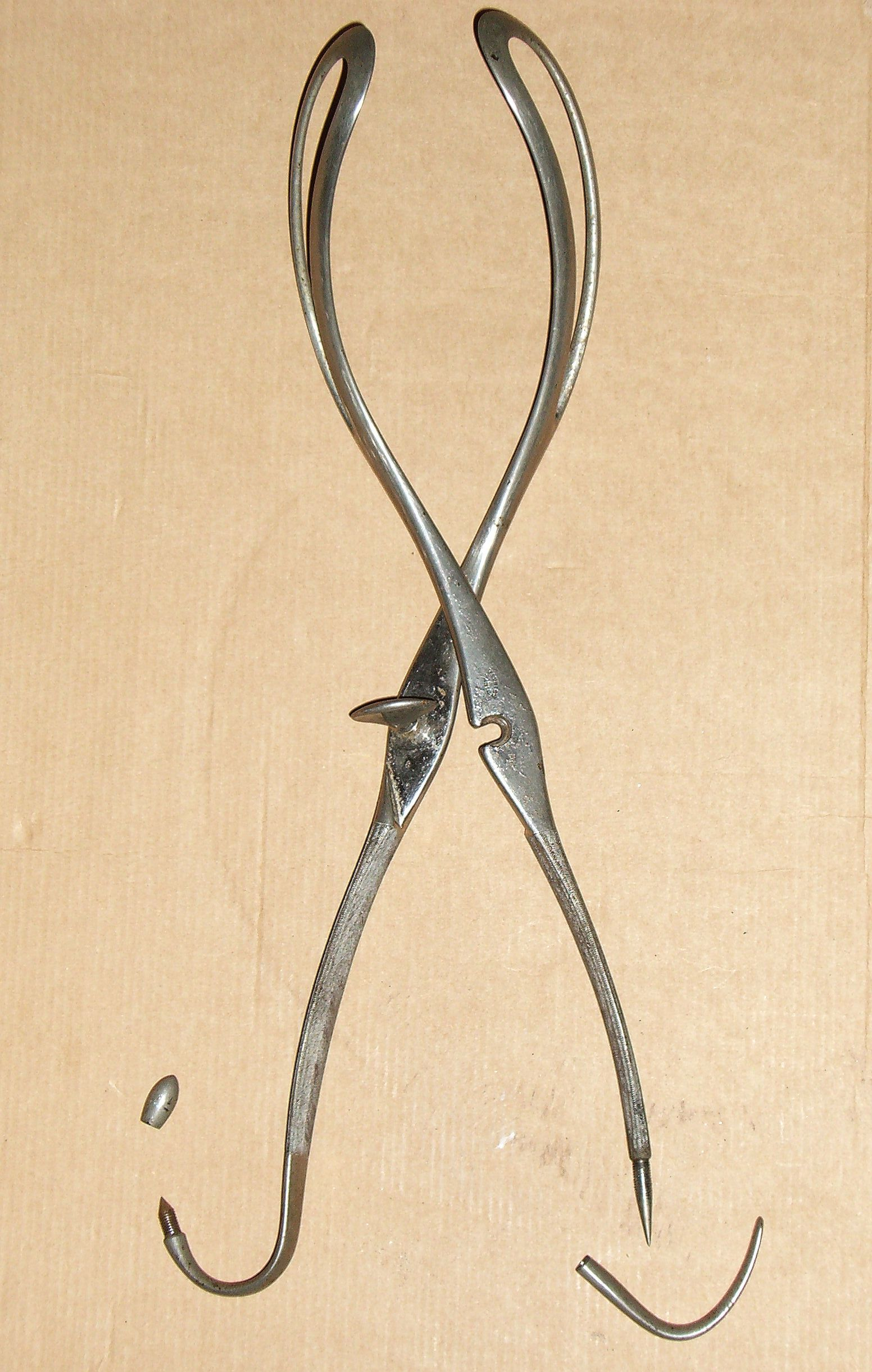
Forceps français, type Levret-Baudelocque (1860). En extrémité de branches : un crochet et un perforateur destinés, en cas d'échec avec fœtus supposé mort, à une craniectomie pour extraire l'enfant.

Dans le contexte scientifique du XVIIIe siècle, la volonté des chirurgiens-accoucheurs de supplanter les matrones les conduisaient à privilégier la technique instrumentale : il fallait sauver à la fois la femme et l'enfant en faisant de l'accouchement une opération. Selon Jacques Gélis « Comment auraient-ils pu résister à la fascination de l'instrument, à l'ivresse de la réussite, au vertige de la renommée ? ». Pour des historiennes, ces changements n'étaient nullement bénéfiques pour la mère et l'enfant.
Selon Gélis, les premiers accoucheurs inventeurs du forceps étaient des hommes à secrets à « rapacité étonnante » d'un point de vue moderne. Témoins d'une époque où les professions étaient en voie de règlementation, ils étaient tentés par un monopole instrumental dans un contexte de concurrence interne. L'accoucheur en renom (au service d'une famille royale ou princière) imposait le plus souvent ses vues à ses collègues dans un pays ou une région.
Dès le XVIIIe siècle, deux éthiques sont en présence opposant la France et l'Angleterre : la première prône l'intervention instrumentale la plus large, la seconde défend l'idée de l'accouchement comme « acte naturel » avec instrumentation réduite aux cas extrêmes. Cette différence serait liée à plusieurs facteurs :
- En France catholique, la nécessité qu'un enfant naisse vivant pour être baptisé, alors que le baptême est moins important dans l'église anglicane.
- En France, la plupart des accoucheurs sont des chirurgiens qui s'opposent d'une part à une minorité de médecins-accoucheurs partisans d'un accouchement naturel « à la main », et d'autre part aux matrones accusées d'incompétence.
- En Angleterre, le rôle de l'opinion publique est plus précoce et plus important qu'en France, et des sages-femmes comme Elisabeth Nihell (1723-1776) peuvent s'exprimer.

L'Europe entière est partagée par ces débats, l'attitude plus prudente gagnant du terrain au XIXe siècle, chaque pays gardant par la suite quelques spécificités (choix du type de forceps, fréquence et conditions d'utilisation…).

## Utilisation des forceps

### Proportion actuelle des accouchements avec forceps
La place du forceps a diminué parallèlement avec l'augmentation du taux de césarienne, d'autant plus que d'autres instruments sont venus le concurrencer comme la ventouse obstétricale moderne ou « vacuum extractor » inventé par le suédois Tage Malmström (sv) (1911-1995) dans les années 1950 et devenu très utilisé dans les pays anglo-saxons.
Le taux de césarienne a augmenté au Royaume-Uni de 3 % dans les années 1950 à plus de 20 % en 2000. Aux États-Unis, ce taux a atteint un pic de 40 % dans les années 1980 en cliniques privées, avant de retomber autour de 25 %. Pour des raisons de coûts et de morbidité, plusieurs sociétés savantes américaines ou britanniques ont préconisé un recours plus fréquent aux forceps (forceps de Kielland) pour réduire cette augmentation des césariennes,.
En France, à la fin du XXe siècle, 15 % des accouchements par voie génitale se font par extraction instrumentale (forceps, ventouse, spatule), le forceps étant l'instrument le plus utilisé (65 % des cas par instrument).
Au Royaume Uni, le taux d'extraction instrumentale varie entre 10 et 15 %, la plupart se faisant par forceps dans les années 1980, suivi d'une forte réduction de ceux-ci (forceps remplacé par ventouse). Depuis les années 2000, on constate un retour du forceps de Kielland de près de 3 % à plus de 6 %. Ces variations font l'objet d'un vif débat,,,.

### Indications

#### Extractions instrumentales en général
Très schématiquement, l'extraction de l'enfant par voie basse instrumentale se justifie dans deux contextes à risques différents :
- soit pour raisons fœtales (arrêt de la progression engagée, souffrance fœtale…) pour terminer rapidement l'accouchement lorsque sa poursuite met en jeu le pronostic vital de l'enfant, qu'elle qu'en soit la cause (les causes sont nombreuses et variées)[1] et que l'extraction par voie basse naturelle instrumentale est estimée plus rapide et facile que par voie haute chirurgicale (césarienne, pour laquelle il faut environ 30 minutes de préparation).
- soit pour raisons maternelles, lorsque celle-ci est trop épuisée pour fournir les efforts nécessaires à la terminaison de l'accouchement, lorsqu'on doit éviter à son utérus cicatriciel (interventions chirurgicales antérieures) des contractions expulsives trop prolongées et/ou intenses, ou lorsqu'une maladie maternelle (cardiopathie, pneumopathie, etc.) doit faire abréger la période fatigante des efforts expulsifs[1].

#### Indications spécifiques du forceps

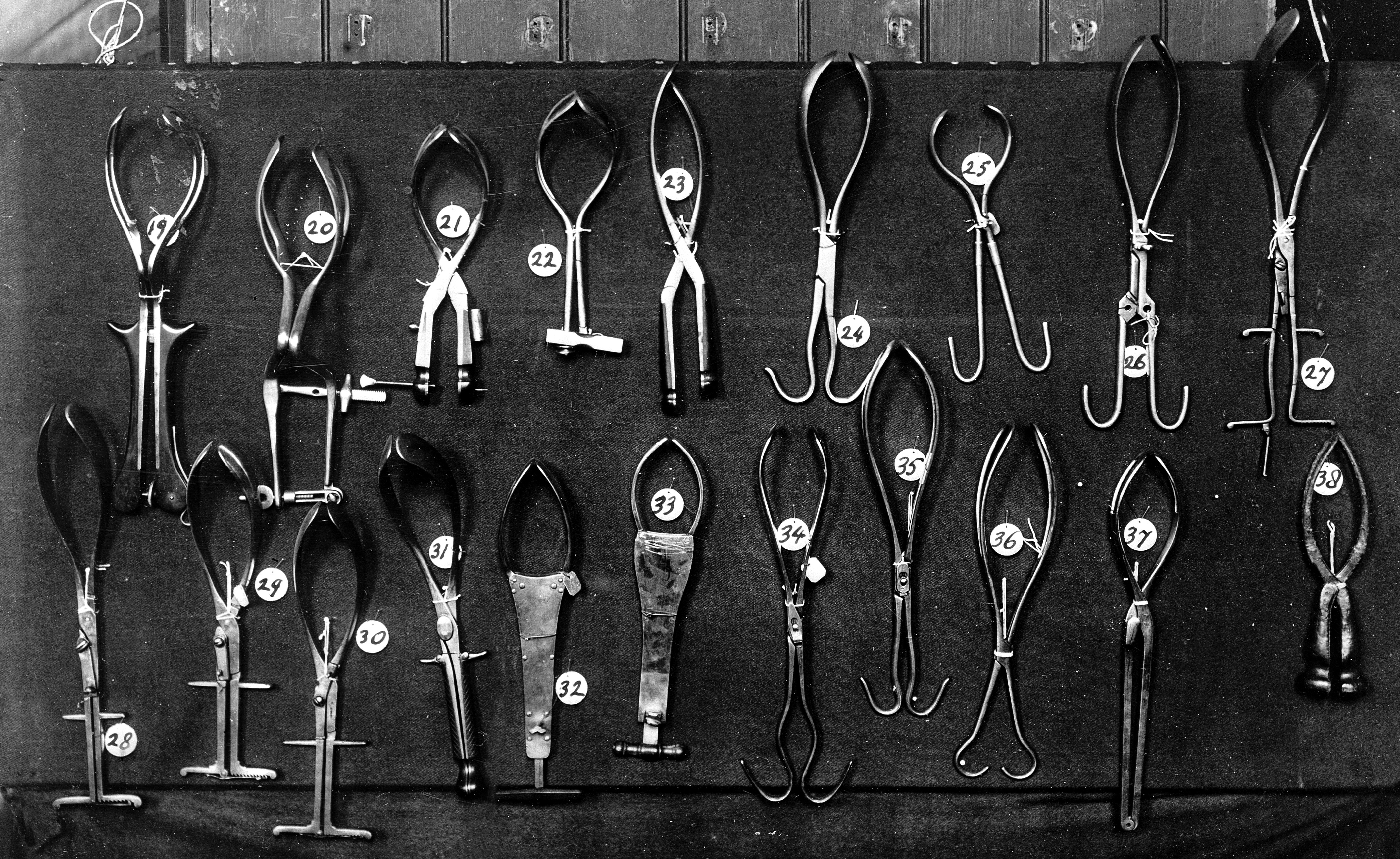
Collection de forceps du Musée du département d'obstétrique de l'Université de Leyde.

L 'utilisation du forceps exige plusieurs conditions, le plus souvent : présentation céphalique, présentation engagée, dilatation complète, poche des eaux rompue, orientation et flexion céphalique parfaitement identifiées, vessie vide.
Les forceps sont indiqués, en cas de nécessité de réaliser une extraction fœtale en urgence, dans les cas où l'action maternelle est insuffisante quant au délai ou impossible. Ils ne sont applicables que sur la partie céphalique du mobile fœtal. Dans toutes les situations, la tête fœtale devra donc être d'ores et déjà engagée dans le bassin (franchissement du détroit supérieur).
Les différentes indications sont, :
- anomalies du rythme cardiaque fœtal : le rythme cardiaque fœtal enregistré par cardiotocographie présente des anomalies qui font suspecter une hypoxie fœtale ou signaux électrocardiographiques faisant suspecter une acidose ;
- non progression de la présentation après 30 minutes d'efforts expulsifs réguliers bien menés ;
- fatigue maternelle intense avec efforts expulsifs insuffisants ;
- contre-indication aux efforts expulsifs maternels (par exemple, maladie cardiaque maternelle) ;
- rétention de tête dernière lors des accouchements du siège ;
- difficultés d'extraction fœtale lors d'une césarienne, le plus souvent sur hypertonie utérine, soit en présentation céphalique, soit dans le cadre d'une rétention tête dernière au niveau de l'hystérotomie ;
- procidence du cordon tête engagée et semblant facilement accessible à l'extraction instrumentale.

### Contre-indications aux forceps
Ce sont celles où les conditions de pose ne sont pas réunies (voir sous-section précédente).
Des situations délicates ou difficiles doivent être discutées (choix du forceps et expérience de l'opérateur, avec des variations selon les pays),:
- présentation postérieure (application sur tête dernière), en France parfois possible avec un forceps Suzor (le forceps Tarnier est contre-indiqué).
- présence d'une bosse séro-sanguine, dont il faut évaluer l'importance avant d'effectuer une extraction instrumentale (la pose d'un forceps croisé type Tarnier est contre-indiquée).
- présence d'un asynclitisme, après évaluation, il est parfois possible d'utiliser un forceps à branches convergentes comme le Suzor. Les pays anglo-saxons utilisent surtout le forceps Kielland.

## Complications
Il n'existe pas de score de qualité dans la réalisation de forceps. En principe, les applications hautes des forceps, et autres extractions instrumentales difficiles, n'étant plus de mise à l'époque moderne, c'est surtout l'inexpérience de l'opérateur qui peut être à l'origine de complications traumatiques.
Une évaluation des forces de traction par forceps a été publiée en 1962 : une force de traction inférieure à 10 kg est dite facile, moyennement difficile entre 10 et 20 kg, difficile à partir de 20 kg, et très difficile et dangereux au-delà de 30 kg, cette force étant « facilement appliquée par un adulte masculin non raisonnable ».
Dans des pays anglo-saxons, surtout aux États-Unis, ces complications ont donné lieu à des poursuites judiciaires conduisant à l'abandon des forceps par les praticiens.

### Complications maternelles
Les principales complications maternelles observées sont des complications immédiates d'ordre traumatiques (plaies et lésions) et des séquelles à plus long terme.

#### Immédiates
Elles peuvent se voir dans certains cas difficiles ou selon l'expérience et la dextérité de l'opérateur. Ces complications sont d'ordre traumatique :
- plaies vaginales, désinsertion vaginale latérale ou de la cloison recto-vaginale,
- déchirure périnéale de degré I (simple), plus rarement de degré II (périnée complet non compliqué), exceptionnellement de degré III (périnée complet compliqué) suivies parfois de fistules obstétricales,
- plaies cervicales : déchirure du col,
- complications liées à l'épisiotomie : désunion, infection, etc.
- complications infectieuses[33] dont le nombre peut être diminué par la mise systématique sous antibiotiques après le geste[34].

#### À moyen ou long terme
Il s'agit de séquelles des complications précédentes :
- dyspareunie secondaire,
- traumatisme psychologique, facteur d'anxiété pour une éventuelle grossesse ultérieure.
- fistules vésico-vaginales ou recto-vaginales
- incontinences urinaires ou anales
- prolapsus génitaux.

D'autres complications sont devenues exceptionnelles : lésions osseuses (comme la fracture du coccyx), lésions vésicales par délabrement massif de la paroi antérieure du vagin, lésions nerveuses (nerfs honteux)…

### Complications fœtales
Depuis la disparition des extractions instrumentales difficiles, les complications fœtales sont relativement bénignes :
- lésions cutanées (céphalhématome, abrasions et érosions cutanées…)
- lésions ophtalmiques (saignement de conjonctive, érosion des paupières ou de la cornée…)
- lésions nerveuses (celle du nerf facial avec paralysie faciale transitoire constitue le risque principal)

Des complications plus graves sont plus rares : (fractures du crâne et hémorragies intracrâniennes, lésions médullaires…).

## Comparaison des forceps avec d'autres méthodes
Selon le type de situation rencontrée, chaque méthode peut être plus ou moins indiquée ou contre-indiquée. Il en est d'autres où il existe un choix réel entre l'utilisation de forceps ou d'autres méthodes (ventouse, spatule, césarienne…). Ce dernier choix dépend des habitudes et de l'expérience des opérateurs.
D'un point de vue éthique, il est difficile de réaliser des études randomisées contrôlées comparant ces différentes méthodes, d'autant plus que cela nécessiterait des opérateurs ayant une expérience équivalente en plusieurs instruments ou méthodes. Dès lors les études disponibles sont des études de séries de cas ou des études de cohorte, dont l'interprétation et les résultats (parfois contradictoires) font l'objet de discussions,,.

### Forceps ou ventouse
Des études suggèrent que le forceps de Kielland donne une morbidité maternelle et fœtale plus faible qu'avec l'utilisation de ventouses, d'autres ne constatent pas de différences. L'utilisation de ventouse réduit la durée d'hospitalisation.
D'autres soulignent que les lésions du sphincter anal sont plus fréquents avec les forceps en critiquant les études précédentes (cas sélectionnés avec opérateurs expérimentés).

### Forceps ou césarienne
L'extraction fœtale en urgence, au cours du travail, peut être pratiquée par forceps ou césarienne. Les indications sont différentes en fonction de la dilatation du col au moment de la décision d'extraction. Si le col n'est pas favorable (dilatation insuffisante pour un accouchement par voie basse), la méthode de choix sera la césarienne.
Néanmoins, il a été montré que le délai entre la prise de décision d'extraction fœtale et la naissance effective était plus court dans le cas des forceps, lorsque cette méthode était possible. Ainsi, dans une situation d'urgence, où le pronostic fœtal et/ou maternel sont en jeu, l'utilisation des forceps semble être le meilleur choix, sur le plan de la rapidité. Les raisons de la différence se comprennent bien, avec les délais d'acheminement de la salle d'accouchement vers le bloc opératoire, de préparation à l'opération, d'anesthésie.
Des études supplémentaires sont nécessaires pour évaluer les conséquences immédiates et à long terme des différentes méthodes, en tenant mieux compte de la satisfaction des mères lors de naissances compliquées.

## Risques médico-légaux liés au choix des forceps
Du point de vue médico-légal, le tribunal (les magistrats) vont toujours s'appuyer sur le(s) rapports(s) du ou des médecin(s)-expert(s) désignés par eux pour les éclairer en un domaine (médical) qu'ils ne connaissent - par principe - pas.
Le médecin-expert désigné sera quasiment toujours un obstétricien spécialiste, seul apte à apprécier le contexte médical du dossier litigieux soumis à son étude. L'obstétricien-expert va devoir répondre à trois questions principales en fonction du dossier soumis à son analyse et donc dans le contexte du cas particulier étudié :
- L'indication (le choix) de la voie basse (accouchement par les voies naturelles) était-elle la bonne ou fallait-il, dans le contexte du dossier (pour cet accouchement-là, ce jour-là, en ce lieu-là), envisager une extraction de l'enfant par voie haute chirurgicale, c'est-à-dire une césarienne ?
- Si la voie basse était licite, compte tenu du contexte, le choix du forceps était-il le meilleur parmi les différentes techniques utilisables par l'accoucheur à ce moment-là? Autrement dit, le choix ne devait-il pas porter plutôt vers l'utilisation d'une ventouse obstétricale ou de spatules ? En précisant, pour les magistrats, les avantages et inconvénients de chaque type d'instrument, et en tenant compte, évidemment, de la pratique habituelle et donc de l'expérience de l'opérateur.
- La décision d'extraction par voie basse naturelle étant prise, est-ce que les préalables requis (les conditions consensuelles d'application instrumentales) étaient bien tous remplis? Ces préalables sont : dilatation complète du col de l'utérus; tête fœtale non seulement parfaitement engagée dans le pelvis maternel, mais même nettement descendue (le consensus actuel n'accepte plus les manœuvres acrobatiques sur une tête trop haute); connaissance précise de la variété de position céphalique (position exacte de la tête fœtale par rapport aux différents repères du bassin maternel; adéquation entre la taille de l'enfant à extraire et les dimensions du bassin maternel (il est en effet dangereux de tenter d'extraire par voie basse instrumentale un enfant trop gros ou dans un bassin trop petit ou de conformation anormale).

Comme on le voit, l'appréciation des critères d'application du forceps ne peut se faire qu'au cas par cas. De plus, il est bon de savoir que, dans l'esprit des magistrats (qui ne sont qu'une partie du public non médical), le forceps a hérité de la mauvaise presse du XIXe et part donc avec un handicap certain.